# ラジャ・ナインゴラン
ラジャ・ナインゴラン（Radja Nainggolan, 1988年5月4日 - ）は、ベルギー・アントウェルペン出身のサッカー選手。KSCロケレン＝テムセ所属。元ベルギー代表。ポジションはMF。

## 経歴

### キャリア初期
2000年からジェルミナル・ベールスホットのユースチームでキャリアをスタートさせ、2004年にイタリアのピアチェンツァ・カルチョのユースチームでプレーし、2007年にトップチーム昇格した。

### カリアリ
2010年1月27日、セリエAのカリアリ・カルチョに買取オプション付きでレンタル移籍し、同年2月7日のインテル戦でセリエAデビュー。2010年6月21日に共同保有でカリアリに完全移籍すると、2010-11シーズンからはレギュラーに定着。同年10月31日のボローニャFC戦でセリエA初得点を挙げた。2011年1月31日には共同保有の残り半分の権利もカリアリが買い上げた。2011-12、2012-13シーズンもレギュラーとしてコンスタントに活躍し、2013年10月5日には2016年まで契約を延長した。

### ASローマ
カリアリでの活躍からユヴェントスやACミラン、インテル、SSCナポリやマンチェスター・シティ、ゼニト・サンクトペテルブルクといった国内外の強豪から興味を示されるが、2014年1月7日、ASローマにシーズン後に600万ユーロでの共同保有権買取のオプションつきレンタル移籍が決定。背番号は44番。ケヴィン・ストロートマンの離脱もありレギュラーに定着し、2013-14シーズン終了後には共同保有オプションが行使された。また背番号は4番となった。
2014-15シーズンは35試合に出場し5得点を挙げる活躍でローマの2位、チャンピオンズリーグストレートインに貢献。シーズン終了後にはローマから唯一セリエAベストイレブンに選出された。また2015年6月24日にローマがカリアリから残りの共同保有権を900万ユーロで買い取ったことでローマに完全移籍、2020年まで契約を延長した。シーズン後にはローマのアジアツアーで父親の母国であるインドネシアを訪れた。
2015-16シーズンも36試合に出場し6得点を記録し、2シーズン連続でセリエAベストイレブンに選出された。
2016-17シーズンは前シーズン途中から就任したルチアーノ・スパレッティの元で攻撃的なポジションを任されたことにより37試合の出場でキャリアハイとなる11得点7アシストを挙げた。シーズン終了後にはスパレッティが就任したインテルや、チェルシー、マンチェスター・ユナイテッドなどへの移籍が噂されたが、ローマと2021年まで契約を延長し残留した。
UEFAチャンピオンズリーグ 2017-18準決勝のリヴァプール戦2ndレグでは、自身のパスミスからボールを奪われ失点に関与した。その後、試合終盤に2得点を記録したが、チームは敗退した。試合後、自身のSNS上で自身のミスを謝罪した。

### インテル・ミラノ
2018年6月26日、インテル・ミラノに移籍することが発表された。移籍金は3800万ユーロで、将来インテルから移籍する際には、移籍金の10パーセント（ただし、最大で200万ユーロまで）がローマに譲渡されることになる。契約は4年間。
2018-19シーズン終了後、アントニオ・コンテが監督に就任すると、素行の問題から構想外となった。

### カリアリへ復帰
2019年8月5日、カリアリ・カルチョに2020年6月30日までのレンタルで移籍した。10月20日、S.P.A.L.戦でミドルシュートによってカリアリ復帰後初ゴールを挙げた。2019年11月はセリエAで2得点3アシストを記録し、セリエA月間MVPに選ばれた。2020-21シーズンには一度インテルに復帰するも、コンテの構想外に変わりはなく、2020年12月にカリアリに再復帰した。2021年8月10日、インテルとの契約を双方同意の上で解消したことが発表された。

### ロイヤル・アントワープ
2021年8月14日、2年契約でロイヤル・アントワープFCに加入した。
2022年10月17日、15日に行われたスタンダール・リエージュ戦で試合前にベンチで電子タバコを吸っていたことにより、クラブからナインゴランの無期限追放処分が発表された。

### S.P.A.L.
2023年1月30日、セリエBのS.P.A.L.がナインゴランの獲得を発表した。

### バヤンガラ
2023年12月3日、バヤンガラFCに加入した。2024年6月に契約満了で退団。

### KSCロケレン＝テムセ
2025年1月22日、ベルギー2部のKSCロケレン＝テムセへの加入を発表。

## 代表経歴

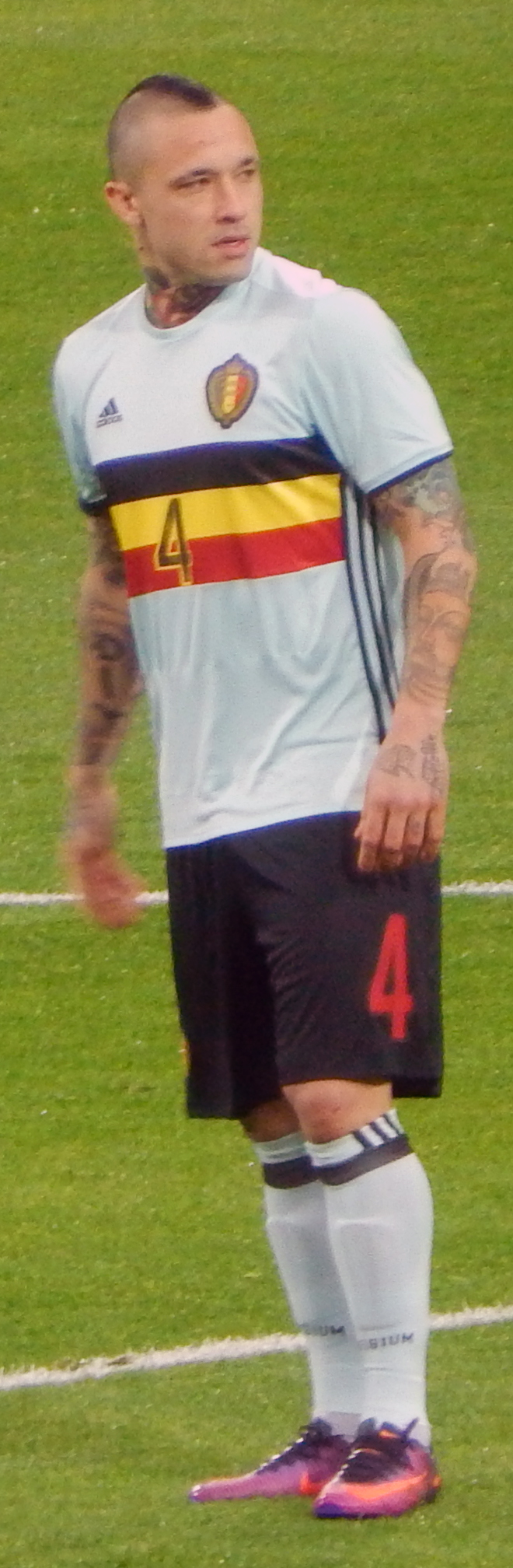
ベルギー代表でのナインゴラン（2017年3月28日、ロシア戦）

ベルギー代表の各世代の代表としてプレーした後、2009年5月29日、キリンカップサッカーのチリ戦でA代表初キャップを記録。2014年3月5日のコートジボワールとの親善試合で代表初得点を挙げた。しかし、当時の代表監督マルク・ヴィルモッツと起用法を巡って対立し、2014 FIFAワールドカップの最終メンバーから落選した。
UEFA EURO 2016ではレギュラーとしてプレーし、スウェーデン戦で1-0での勝利の決勝点となるミドルシュート、敗退した準々決勝のウェールズ戦でも先制のミドルシュートを決めるなど大会2得点を挙げる活躍をみせた。しかし、準々決勝でウェールズに敗れ、確執が根深かったヴィルモッツは解任された。
EURO 2016後にベルギー代表監督に就任したロベルト・マルティネスの元では先述の喫煙問題や練習への遅刻など規律面で確執があり、2016年10月と11月には代表招集外となった。2017年8月に代表招集外となった際にはマルティネスはナインゴランの招集外について「コンディション面の問題」としたもののこうした確執が原因と報道され、ナインゴラン自身も落胆し代表引退を示唆する発言をした。2018年5月に発表された2018 FIFAワールドカップに出場するベルギー代表にナインゴランは含まれず、発表後、自身のSNS上で代表からの引退を表明した。

## プレースタイル
攻守に優れた万能型ミッドフィールダーである。自陣のペナルティエリアから相手のペナルティエリアまで試合を通してアップダウンが行える「ボックス・トゥ・ボックス」の選手。豊富な運動量や競り合いの強さ、守備への貢献度をが持ち味。積極的に狙っていく事が多いミドルシュートの威力は強烈で、中盤でボールを奪ってから一人でゴールを決めることができる。2016-17シーズンはキャリアハイとなる公式戦14ゴールを決めている。元はトップ下の選手で、ロナウジーニョに憧れていた。

## 人物
- インドネシアのバタック人の父とフランス人の母の間に生まれ、双子の姉がいる[1][35]。父はラジャが幼いころに失踪し、貧しい生活の中で母親に育てられた[1][33]。母親は2010年に死去しており、ラジャの背中には母親の誕生日と命日がタトゥーとして彫ってある[1][33]。

- 名前の"Radja"はインドネシア語で「王」を意味する[1]。ナインゴラン自身はインドネシアを訪れた際に「欧州でインドネシア人の誇りを示すことは名誉」と語っている[7]。カリアリでの活躍後はアジア系の風貌とプレースタイルにより"Ninja"の愛称で呼ばれている[1]。

- カトリックを信仰し、オランダ語、英語、フラマン語、イタリア語を話せるほか、フランス語も理解できる[36][37]。

- 金髪のモヒカンヘアーと全身のタトゥーがトレードマークとなっており[38][39]、その容貌からテロリストと疑われ警察に通報されたことがある[40]。2018年2月にはモヒカンを赤く染め上げた[41]。また喫煙者であることを公言している[29][30]。

- ローマ在籍時にはクラブへの愛着を語る一方で[7][4]、ライバルであるユヴェントスを強く敵視し、攻撃的な発言が度々話題となる[39][42][43]。ローマ退団後もローマへの愛着を語っており[44]、2019年10月6日のローマ退団後初めてのスタディオ・オリンピコ・ディ・ローマでのローマ戦では、ローマサポーターからスタンディングオベーションを受け、スタンドには"Mai un avversario, bentornato Radja!"(君は決して敵ではない。おかえりなさい、ラジャ!)というバナーが掲げられるなど[45][46]、ローマサポーターからも愛されている存在である。

- 素行面に問題を抱えており、2018年の夏、モンテカルロのカジノで大負けをして何枚かの小切手を使用。その後小切手が不正に複製され、15万ユーロ(約1900万円)を奪われるという被害を受けた[47]。さらに同年12月、トレーニングですでに一週間のうちに数回遅刻をしていたが、23日の朝に再び遅れ、クラブ側が懲戒処分として一時的なサッカー活動禁止の処分を下した[48]。

## 個人成績
2020年9月26日現在
| クラブ          | シーズン | リーグ       | リーグ | リーグ | カップ | カップ | 国際大会 | 国際大会 | その他 | その他 | 通算 | 通算 |
| クラブ          | シーズン | ディビジョン | 出場   | 得点   | 出場   | 得点   | 出場     | 得点     | 出場   | 得点   | 出場 | 得点 |
| --------------- | -------- | ------------ | ------ | ------ | ------ | ------ | -------- | -------- | ------ | ------ | ---- | ---- |
| ピアチェンツァ  | 2005-06  | セリエB      | 1      | 0      | 0      | 0      | —        | —        | —      | —      | 1    | 0    |
| ピアチェンツァ  | 2006-07  | セリエB      | 1      | 0      | 0      | 0      | —        | —        | —      | —      | 1    | 0    |
| ピアチェンツァ  | 2007-08  | セリエB      | 10     | 0      | 1      | 0      | —        | —        | —      | —      | 11   | 0    |
| ピアチェンツァ  | 2008-09  | セリエB      | 38     | 3      | 1      | 0      | —        | —        | —      | —      | 39   | 3    |
| ピアチェンツァ  | 2009-10  | セリエB      | 21     | 1      | 1      | 0      | —        | —        | —      | —      | 22   | 1    |
| ピアチェンツァ  | 通算     | 通算         | 71     | 4      | 3      | 0      | —        | —        | —      | —      | 74   | 4    |
| カリアリ (loan) | 2009-10  | セリエA      | 7      | 0      | 0      | 0      | —        | —        | —      | —      | 7    | 0    |
| カリアリ        | 2010-11  | セリエA      | 36     | 2      | 2      | 0      | —        | —        | —      | —      | 38   | 2    |
| カリアリ        | 2011-12  | セリエA      | 37     | 1      | 2      | 0      | —        | —        | —      | —      | 39   | 1    |
| カリアリ        | 2012-13  | セリエA      | 34     | 2      | 1      | 0      | —        | —        | —      | —      | 35   | 2    |
| カリアリ        | 2013-14  | セリエA      | 17     | 2      | 1      | 0      | —        | —        | —      | —      | 18   | 2    |
| カリアリ        | 通算     | 通算         | 131    | 7      | 6      | 0      | —        | —        | —      | —      | 137  | 7    |
| ローマ (loan)   | 2013-14  | セリエA      | 17     | 2      | 3      | 0      | —        | —        | —      | —      | 20   | 2    |
| ローマ          | 2014-15  | セリエA      | 35     | 5      | 2      | 0      | 9        | 0        | —      | —      | 46   | 5    |
| ローマ          | 2015-16  | セリエA      | 35     | 6      | 0      | 0      | 7        | 0        | —      | —      | 42   | 6    |
| ローマ          | 2016-17  | セリエA      | 37     | 11     | 4      | 2      | 12       | 1        | —      | —      | 53   | 14   |
| ローマ          | 2017-18  | セリエA      | 31     | 4      | 0      | 0      | 11       | 2        | —      | —      | 42   | 6    |
| ローマ          | 通算     | 通算         | 155    | 28     | 9      | 2      | 39       | 3        | —      | —      | 203  | 33   |
| インテル        | 2018-19  | セリエA      | 29     | 6      | 1      | 0      | 6        | 1        | —      | —      | 36   | 7    |
| インテル        | 2020-21  | セリエA      | 1      | 0      | 0      | 0      | 0        | 0        | —      | —      | 1    | 0    |
| インテル        | 通算     | 通算         | 30     | 6      | 1      | 0      | 6        | 1        | —      | —      | 37   | 7    |
| カリアリ (loan) | 2019-20  | セリエA      | 26     | 6      | 3      | 0      | —        | —        | —      | —      | 29   | 6    |
| 総通算          | 総通算   | 総通算       | 403    | 51     | 22     | 2      | 45       | 4        | —      | —      | 480  | 57   |

### 代表数
国際Aマッチ 30試合 6得点（2009年-2018年）
| ベルギー代表 | 国際Aマッチ | 国際Aマッチ |
| 年           | 出場        | 得点        |
| ------------ | ----------- | ----------- |
| 2009         | 1           | 0           |
| 2011         | 1           | 0           |
| 2012         | 1           | 0           |
| 2013         | 1           | 0           |
| 2014         | 4           | 2           |
| 2015         | 9           | 2           |
| 2016         | 9           | 2           |
| 2017         | 3           | 0           |
| 2018         | 1           | 0           |
| 通算         | 30          | 6           |

### 代表での得点
| # | 開催日         | 開催地                                             | 対戦国                   | スコア | 結果 | 大会                   |
| - | -------------- | -------------------------------------------------- | ------------------------ | ------ | ---- | ---------------------- |
| 1 | 2014年3月5日   | ブリュッセル、ボードゥアン国王競技場               | コートジボワール         | 2–0    | 2–2  | 親善試合               |
| 2 | 2014年10月13日 | ゼニツァ、ビリノ・ポリェ                           | ボスニア・ヘルツェゴビナ | 1–1    | 1–1  | UEFA EURO 2016予選     |
| 3 | 2015年6月6日   | サン＝ドニ、スタッド・ド・フランス                 | フランス                 | 0–3    | 3–4  | 親善試合               |
| 4 | 2015年10月10日 | アンドラ・ラ・ベリャ、エスタディ・ナシオナル       | アンドラ                 | 0–1    | 1–4  | UEFA EURO 2016予選     |
| 5 | 2016年6月22日  | ニース、スタッド・ド・ニース                       | スウェーデン             | 0–1    | 0–1  | UEFA EURO 2016         |
| 6 | 2016年7月1日   | ヴィルヌーヴ＝ダスク、スタッド・ピエール＝モーロワ | ウェールズ               | 0–1    | 3–1  | UEFA EURO 2016準々決勝 |

## タイトル

### 個人
- セリエA チーム・オブ・ザ・イヤー：2014-15, 2015-16
- セリエA 月間最優秀選手賞 2019-20, 11月

### 代表大会
- ベルギー代表
  - 2018年 - UEFA EURO 2016（ベスト8）